# Gleb Retivych
Gleb Sergeevič Retivych, accreditato come Gleb Retivykh dalla FIS (in russo Глеб Сергеевич Ретивых?; 30 dicembre 1991), è un fondista russo.

## Biografia
In Coppa del Mondo ha esordito il 5 febbraio 2011 a Rybinsk (14°) e ha ottenuto la prima vittoria, nonché primo podio, il 3 febbraio 2017 a Pyeongchang Alpensia. Ai Mondiali di Lahti 2017, suo esordio iridato, si è classificato 15° nella sprint; ai successivi Mondiali di Seefeld in Tirol 2019 ha vinto la medaglia d'argento nella sprint a squadre e la medaglia di bronzo nella sprint, mentre a quelli di Oberstdorf 2021 ha vinto la medaglia di bronzo nella sprint a squadre e si è classificato 9º nella sprint.

## Palmarès

### Mondiali
- 3 medaglie:
  - 1 argento (sprint a squadre a Seefeld in Tirol 2019)
  - 2 bronzi (sprint a Seefeld in Tirol 2019; sprint a squadre a Oberstdorf 2021)

### Mondiali juniores
- 3 medaglie:
  - 2 argenti (staffetta a Hinterzarten 2010; staffetta a Otepää 2011)
  - 1 bronzo (sprint a Otepää 2011)

### Coppa del Mondo
- Miglior piazzamento in classifica generale: 17º nel 2021
- 11 podi (5 individuali, 6 a squadre):
  - 3 vittorie (1 individuale, 2 a squadre)
  - 3 secondi posti (individuali)
  - 5 terzi posti (1 individuale, 4 a squadre)

#### Coppa del Mondo - vittorie
| Data             | Località             | Nazione       | Specialità                      |
| ---------------- | -------------------- | ------------- | ------------------------------- |
| 3 febbraio 2017  | Pyeongchang Alpensia | Corea del Sud | SP TC                           |
| 5 febbraio 2017  | Pyeongchang Alpensia | Corea del Sud | TS TL (con Andrej Parfenov)     |
| 20 dicembre 2020 | Dresda               | Germania      | TS TL (con Aleksandr Bol'šunov) |

Legenda:

TC = tecnica classica

TL = tecnica libera

SP = sprint

TS = sprint a squadre

#### Coppa del Mondo - competizioni intermedie
- 1 podio di tappa:
  - 1 secondo posto